# Impatiens tenuibracteata
Impatiens tenuibracteata är en balsaminväxtart som beskrevs av Yi Ling Chen. Impatiens tenuibracteata ingår i släktet balsaminer, och familjen balsaminväxter. Inga underarter finns listade i Catalogue of Life.